# Симбіотичні зорі

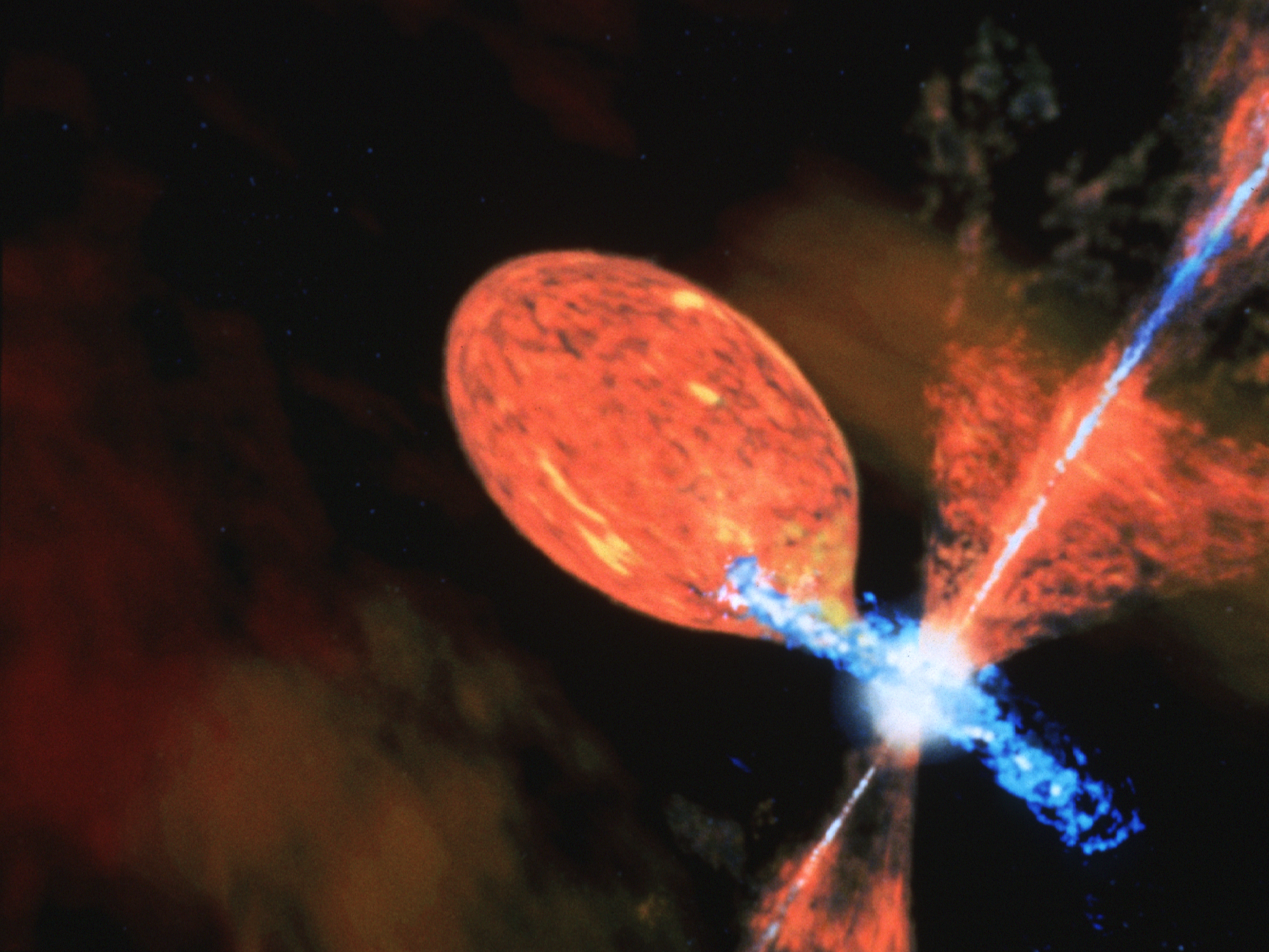
Художнє зображення симбіотичної зорі R Водолія в активній фазі

Симбіотичні зорі (від грец. συμβιοω — жити разом) — клас подвійних зір, характерною ознакою якого є одночасна наявність у спектрі емісійних ліній багаторазово іонізованих атомів та смуг поглинання молекул.
Здебільшого вважається, що система складається з гарячого карлика (білого карлика або зорі головної послідовності) та його супутника — червоного гіганта або надгіганта на пізній стадії еволюції, занурених у газову оболонку. На гарячий карлик відбувається акреція речовини з червоного гіганта за рахунок його зоряного вітру або гравітаційного перетоку через внутрішню точку Лагранжа. Випромінювання гарячої зорі збуджує газ в оболонці і це випромінювання накладається на спектр холодної компоненти. Карлик може бути оточений акреційним диском.
Симбіотичні зорі дуже цікаві для астрономів як джерело інформації про зоряну еволюцію, досліджень зоряного вітру, іонізованих туманностей та акреції завдяки унікальній міжзоряній взаємодії в таких подвійних системах.

## Відкриття
Термін «симбіотична зоря» був вперше використаний 1958 року в публікації про зорі композитних спектрів, однак як окрему категорію (за незвичайними спектроскопічними характеристиками) їх вперше виділила Енні Джамп Кеннон на початку XX сторіччя. Подвійність таких зір була визначена на підставі одночасного існування спектральних ліній, характерних для червоного гіганта та білого карлика чи нейтронної зорі.

## Класифікація
Зорі, що за виглядом спектру класифіковані як симбіотичні, не становлять однорідної групи.
За виглядом кривих блиску їх поділяють на три типи:
- криві блиску типу Z Андромеди — спалахи тривалістю близько одного року амплітудою до 3m;
- криві блиску типу AG Пегаса — довготривалий спалах амплітудою до 4m, що триває десятиріччя;
- криві блиску типу R Водолія — мають вигляд, типовий для довгоперіодичних змінних.

Іноді змінними типу Z Андромеди називають весь клас симбіотичних зір.
Крім класифікації за виглядом кривих блиску застосовують інші критерії для розподілу на типи, наприклад за особливостями інфрачервоного випромінювання.

## Фази
Однією з обов'язкових характеристик для класифікації подвійної зорі як симбіотичної є взаємодія між компонентами. Як правило, це передача маси з більшої зорі-гіганта на зорю-карлик. Залежно від швидкості перетоку речовини з гіганта на карлик, подвійна система існує у двох фазах.

### Фаза спокою
Коли процеси акреції, втрати маси та іонізації всі перебувають у рівновазі, подвійна система перебуває у фазі спокою. У цей період вона випромінює енергію з приблизно середньою швидкістю. Визначити це можна за розподілом енергії в спектрі (SED) зорі, який залишається відносно постійним.

### Активна фаза
Якщо рівновага спокійної симбіотичної зорі порушується, вона переходить в активну фазу. Відбувається значна зміна як у природі випромінювання подвійної зорі, так і в зростанні видимої яскравості на декілька зоряних величин. Причини й механізм переходу між двома фазами погано вивчений, і на цей час важко передбачити, коли симбіотична зоря перейде до активної фази чи повернеться до спокою. Багато симбіотичних зір в активній фазі ще не спостерігали, а інші, наприклад AG Дракона, переходять в активну фазу досить регулярно.

## Джети
Деякі симбіотичні зорі мають джети (струмені), які є коллімованим витоком речовини. Як правило, вони біполярні, тобто витікають з обох полюсів білого карлика. Переважно вони спостерігаються у зір, що перебувають в активній фазі або під час спалаху. Коли активна фаза завершується, джет витончується й зникає, а викинута речовина розсіюється. Існує гіпотеза, що джети симбіотичних зір можуть допомогти зрозуміти джети в інших системах, наприклад релятивістські струмені активних ядер галактик.